# Andrija Delibašić
Andrija Delibašić (en serbe en écriture cyrillique : Андрија Делибашић), né le 24 avril 1981 à Nikšić (Yougoslavie, aujourd'hui Monténégro) et mort le 19 mars 2025, est un footballeur monténégrin (attaquant).
En 2004, il est appelé dans la sélection olympique de football de Serbie-et-Monténégro et participe aux Jeux olympiques d'Athènes.

## Biographie
Andrija Delibašić a commencé sa carrière au Partizan, et a ensuite passé la majeure partie de sa carrière en Espagne, représentant Majorque, la Real Sociedad, Hércules et le Rayo Vallecano, totalisant 208 matchs et 47 buts dans les deux grandes ligues combinées. Il a également évolué professionnellement au Portugal et en Grèce.
Le 29 mars 2023, Andrija Delibašić révèle qu'il est atteint d'une tumeur au cerveau. Il meurt d'un cancer le 19 mars 2025, à l'âge de 43 ans.

## Palmarès
- Partizan Belgrade
  - Champion de RF Yougoslavie en 2002.
  - Champion de Serbie-et-Monténégro en 2003.
  - Vainqueur de la Coupe de RF Yougoslavie en 2001.
- Benfica Lisbonne
  - Champion du Portugal en 2005.